# 周璽 (弘治進士)
周璽（1461年—1507年），字天章，直隸廬州衞（今安徽省合肥市）人，明朝政治人物。

## 生平
弘治五年（1492年）壬子科應天府鄉試第一百八名舉人，弘治九年（1496年）丙辰科進士，十年十一月授吏科給事中，十五年三月升工科右，十七年七月升吏科左，累升至禮科都給事中。周璽為人慷慨好言，明武宗即位初期，周璽請求毀去新建的寺廟道觀，并逐法王、真人，停止道士所做的祈禱禮儀，并追論太監齊玄煉丹浪費財政的罪過。不久，因為連時下雨，其與同僚彈劾侍郎李溫、太監苗逵等人。同年九月，因星變，再彈劾李溫與尚書崔志端、熊翀、賈斌，都御史金澤、徐源等。熊翀、李溫、金澤等人被罷免。當時武宗派遣太監韋興鎮守鄖陽，周璽上疏反對。之後又與同官請求改正時政弊病，沒有得到批准。
正德元年（1506年），周璽再次上疏，彈劾大臣賈斌等十一人，中官李興等三人，勳戚張懋等七人，邊將朱廷、解端、李稽等三人。此後上疏指責武宗荒亂時政，御史何天衢等亦贊同其言。奏摺抵達禮部，禮部尚書張昇請求採納其建議。武宗雖然不加以責怪，但仍然不採納。正德二年三月，周璽升任順天府府丞。因其屢次進諫，得罪劉瑾等人。當時，武宗命周璽與監丞張淮、侍郎張縉、都御史張鸞、錦衣衛都指揮楊玉勘察近縣皇莊，楊玉為劉瑾黨羽，周璽對其辭色無假，與其交往只用牒文。楊玉奏其侮慢皇帝親使，劉瑾於是矯旨逮下詔獄并嚴刑拷打，周璽以此致死。三年後，劉瑾被誅，朝廷詔復其官賜祭，體恤家人。嘉靖初年，錄用其一子為官。

## 家族
曾祖周榮一；祖父周彥高；父周鑑，義官。嫡母胡氏；生母李氏。永感下。